# Lívia
Pour les articles homonymes, voir Livia.
Lívia est un prénom hongrois féminin.

## Personnalités portant ce prénom
- Lívia de Bueno, une actrice brésilienne.
- Lívia Gyarmathy, une scénariste et réalisatrice hongroise.
- Lívia Járóka, une femme politique hongroise.
- Lívia Rév, une pianiste hongroise.